# Scooter (Neptune)
Pour les articles homonymes, voir Scooter (homonymie).
Le Scooter,, est un nuage blanc irrégulier de Neptune. Il est situé dans l'hémisphère austral de la planète géante de glaces, à 42° de latitude. Il accomplit un tour de la planète toutes les 16 heures environ.